# Ligue 1 2006-2007
L'edizione 2006-07 della Ligue 1 fu il sessantanovesimo campionato di calcio francese. Vide la vittoria finale dell'Olympique Lione, che si aggiudicò con cinque giornate di anticipo il suo sesto titolo consecutivo.

## Avvenimenti[1]
All'inizio del campionato, partito il 4 agosto 2006, proseguirono a braccetto l'Olympique Marsiglia e i campioni in carica dell'Olympique Lione. I marsigliesi, dopo una sconfitta contro il fanalino di coda Nantes, lasceranno subito il posto in vetta al Lione che, grazie a una scia positiva di nove vittorie consecutive, prenderà il largo fino a concludere il girone di andata con quindici punti di vantaggio sulla seconda classificata (il Lens). Nel girone di ritorno il Lione amministrò il suo vantaggio, pur incontrando qualche flessione di cui le rivali non approfittarono, e alla fine poté fregiarsi del suo sesto titolo consecutivo con cinque giornate di anticipo, grazie alla sconfitta del Tolosa contro il Rennes.
Tra le pretendenti all'accesso in Champions League, ebbero la meglio l'Olympique Marsiglia che si qualificò per la competizione continentale con una giornata d'anticipo, e il Tolosa, che dovette aspettare l'ultima giornata, quando la rivale Lens fu sconfitta dal Troyes già retrocesso assieme al Sedan e al Nantes (che cadde con tre giornate d'anticipo e per la prima volta dopo 44 anni). Capocannoniere del torneo fu Pedro Pauleta del Paris Saint-Germain, con sole 15 reti.

### Capoliste solitarie[1]
- 7ª-38ª giornata:  Olympique Lione

## Squadre partecipanti
- Auxerre
- Bordeaux
- Le Mans
- Lens
- Lilla
- Lorient[2]
- Monaco
- Nancy
- Nantes
- Nizza

- Olympique Lione[3]
- Olympique Marsiglia
- Paris Saint-Germain
- Rennes
- Saint-Étienne
- Sedan[2]
- Sochaux
- Tolosa
- Troyes
- Valenciennes[2]

### Allenatori e primatisti
| Squadra             | Allenatore                                                                                      | Calciatore più presente                                             | Capocannoniere                                    |
| ------------------- | ----------------------------------------------------------------------------------------------- | ------------------------------------------------------------------- | ------------------------------------------------- |
| Auxerre             | Jean Fernandez                                                                                  | Bacary Sagna (38)                                                   | Ireneusz Jeleń (10)                               |
| Bordeaux            | Ricardo Gomes                                                                                   | Ulrich Ramé (38)                                                    | Jean-Claude Darcheville (7)                       |
| Le Mans             | Frédéric Hantz                                                                                  | Marko Baša, Koffi Ndri Romaric (35)                                 | Ismaël Bangoura, Grafite (12)                     |
| Lens                | Francis Gillot                                                                                  | Charles Itandje (38)                                                | Aruna Dindane, Seydou Keita (11)                  |
| Lilla               | Claude Puel                                                                                     | Abdul Kader Keïta (36)                                              | Abdul Kader Keïta (9)                             |
| Lorient             | Christian Gourcuff                                                                              | Fabrice Abriel (38)                                                 | André-Pierre Gignac (9)                           |
| Monaco              | László Bölöni (1ª-10ª) Laurent Banide (11ª-38ª)                                                 | Flavio Roma (38)                                                    | Jan Koller (8)                                    |
| Nancy               | Pablo Correa                                                                                    | Benjamin Gavanon (36)                                               | Benjamin Gavanon (8)                              |
| Nantes              | Serge Le Dizet (1ª-5ª) Gorges Eo (6ª-24ª) Michel Der Zakarian & Japhet N'Doram (D.T.) (25ª-38ª) | Alioum Saidou (32)                                                  | Mamadou Diallo, Claudiu Keșerü, Dimitri Payet (4) |
| Nizza               | Frédéric Antonetti                                                                              | Hugo Lloris (37)                                                    | David Bellion, Bakari Koné (12)                   |
| O. Lione            | Gérard Houllier                                                                                 | Florent Malouda (35)                                                | Fred (11)                                         |
| O. Marsiglia        | Albert Emon                                                                                     | Cédric Carrasso (38)                                                | Mamadou Niang (12)                                |
| Paris Saint-Germain | Guy Lacombe (1ª-20ª) Paul Le Guen (21ª-38ª)                                                     | Mickaël Landreau (38)                                               | Pauleta (15)                                      |
| Rennes              | Pierre Dréossi                                                                                  | Simon Pouplin (38)                                                  | John Utaka (12)                                   |
| Sedan               | Serge Romano (1ª-11ª) José Pasqualetti (12ª-38ª)                                                | Nadir Belhadj, David Ducourtioux (37)                               | Grégory Pujol (10)                                |
| Saint-Étienne       | Ivan Hašek                                                                                      | Zoumana Camara, Pascal Feindouno, Hérita Ilunga, Jérémie Janot (36) | Bafétimbi Gomis (10)                              |
| Sochaux             | Alain Perrin                                                                                    | Teddy Richert (38)                                                  | Álvaro Santos, Karim Ziani (8)                    |
| Tolosa              | Élie Baup                                                                                       | Nicolas Dieuze (37)                                                 | Johan Elmander (11)                               |
| Troyes              | Jean-Marc Furlan                                                                                | Yann Lachuer (37)                                                   | David Gigliotti (9)                               |
| Valenciennes        | Antoine Kombouaré                                                                               | Rudy Mater (37)                                                     | Steve Savidan (13)                                |

## Classifica finale
|  |     | Classifica finale 2006-07 | Pt | G  | V  | N  | P  | GF | GS | DR  |
|  | --- | ------------------------- | -- | -- | -- | -- | -- | -- | -- | --- |
|  | 1.  | Olympique Lione           | 81 | 38 | 24 | 9  | 5  | 64 | 27 | +37 |
|  | 2.  | Olympique Marsiglia       | 64 | 38 | 19 | 7  | 12 | 53 | 38 | +15 |
|  | 3.  | Tolosa                    | 58 | 38 | 17 | 7  | 14 | 44 | 43 | +1  |
|  | 4.  | Rennes                    | 57 | 38 | 14 | 15 | 9  | 38 | 30 | +8  |
|  | 5.  | Lens                      | 57 | 38 | 15 | 12 | 11 | 47 | 41 | +6  |
|  | 6.  | Bordeaux                  | 57 | 38 | 16 | 9  | 13 | 39 | 35 | +4  |
|  | 7.  | Sochaux                   | 57 | 38 | 15 | 12 | 11 | 46 | 48 | -2  |
|  | 8.  | Auxerre                   | 54 | 38 | 13 | 15 | 10 | 41 | 41 | 0   |
|  | 9.  | Monaco                    | 51 | 38 | 13 | 12 | 13 | 45 | 38 | +7  |
|  | 10. | Lilla                     | 50 | 38 | 13 | 11 | 14 | 45 | 43 | +2  |
|  | 11. | Saint-Étienne             | 49 | 38 | 14 | 7  | 17 | 52 | 50 | +2  |
|  | 12. | Le Mans                   | 49 | 38 | 11 | 16 | 11 | 45 | 46 | -1  |
|  | 13. | Nancy                     | 49 | 38 | 13 | 10 | 15 | 37 | 44 | -7  |
|  | 14. | Lorient                   | 49 | 38 | 12 | 13 | 13 | 33 | 40 | -7  |
|  | 15. | Paris Saint-Germain       | 48 | 38 | 12 | 12 | 14 | 42 | 42 | 0   |
|  | 16. | Nizza                     | 43 | 38 | 9  | 16 | 13 | 34 | 40 | -6  |
|  | 17. | Valenciennes              | 43 | 38 | 11 | 10 | 17 | 36 | 48 | -12 |
|  | 18. | Troyes                    | 39 | 38 | 9  | 12 | 17 | 39 | 54 | -15 |
|  | 19. | Sedan                     | 35 | 38 | 7  | 14 | 17 | 46 | 58 | -12 |
|  | 20. | Nantes                    | 34 | 38 | 7  | 13 | 18 | 29 | 49 | -20 |

### Record
- Maggior numero di vittorie:  Olympique Lione (24)
- Minor numero di sconfitte:  Olympique Lione (5)
- Migliore attacco:  Olympique Lione (64 reti fatte)
- Miglior difesa:  Olympique Lione (27 reti subite)
- Miglior differenza reti:  Olympique Lione (+37)
- Maggior numero di pareggi:  Le Mans,  Nizza (16)
- Minor numero di pareggi:  Saint-Étienne,  Olympique Marsiglia,  Tolosa (7)
- Maggior numero di sconfitte:  Nantes (18)
- Minor numero di vittorie:  Sedan,  Nantes (7)
- Peggior attacco:  Nantes (29 reti segnate)
- Peggior difesa:  Sedan (58 reti subite)
- Peggior differenza reti:  Nantes (-20)

### Verdetti
- Olympique Lione campione di Francia 2006-2007.
- Olympique Lione e  Olympique Marsiglia qualificate alla fase a gironi della Champions League 2007-08.  Tolosa qualificato al turno preliminare della competizione.
- Rennes,  Bordeaux (vincitore della Coppa di Lega) e  Sochaux (vincitore della Coppa di Francia) in Coppa UEFA 2007-08.
- Lens ammesso all'Intertoto 2007.
- Troyes,  Sedan e  Nantes retrocesse in Ligue 2 2007-08.

## Classifica marcatori
|  | Gol | Marcatore          | Squadra             |  |
|  | --- | ------------------ | ------------------- |  |
|  | 15  | Pauleta            | Paris Saint-Germain |  |
|  | 13  | Steve Savidan      | Valenciennes        |  |
|  | 12  | Ismaël Bangoura    | Le Mans             |  |
|  | -   | Mamadou Niang      | Olympique Marsiglia |  |
|  | -   | Grafite            | Le Mans             |  |
|  | 11  | John Utaka         | Rennes              |  |
|  | -   | Aruna Dindane      | Lens                |  |
|  | -   | Fred               | Olympique Lione     |  |
|  | -   | Seydou Keïta       | Lens                |  |
|  | -   | Frédéric Piquionne | Monaco              |  |
|  | -   | Johan Elmander     | Tolosa              |  |
|  | 10  | Bafétimbi Gomis    | Saint-Étienne       |  |
|  | -   | Juninho            | Olympique Lione     |  |
|  | -   | Florent Malouda    | Olympique Lione     |  |
|  | -   | Ireneusz Jeleń     | Auxerre             |  |
|  |     |                    |                     |  |